# Ahmer Haider
Ahmer Haider (Hindi अहमर हैदर) ist ein indischer Schauspieler, Filmproduzent und Regisseur, der in Hindi-Filmen wie Am I Next, Bioscopewala, Country of Blind und Zindagi Ki Mehek aufgetreten ist.

## Frühes Leben und Ausbildung
Haider wurde in Kashmir geboren und aufgewachsen. Er ist Absolvent des Muffakham Jah College of Engineering and Technology und der Institution of Engineers (India).

## Karriere
Haiders beruflicher Werdegang begann als Verkaufsingenieur bei Bharat Steels, wo er seine Leidenschaft für den Verkauf von Dienstleistungen entdeckte. Schließlich wechselte er in die Unterhaltungsindustrie und gab sein Schauspieldebüt in einer Cameo-Rolle als pakistanischer Polizeibeamter im Film Bioscopewala.
Er hatte einen Gastauftritt als Arzt in der Fernsehserie Zindagi Ki Mehek, die am 15. August 2018 auf Zee TV Premiere hatte.
In dem Film Am I Next spielte Haider die Rolle des Dr. Rahul. Dieser Film wurde von Rahat Kazmi inszeniert und im Jahr 2023 veröffentlicht.
Haider spielte die Rolle des Vishwa in dem Film Country of Blind, der von Rahat Kazmi inszeniert und 2024 in Indien veröffentlicht wurde. Der Film enthält auch Hina Khan, die bereits mit Rahat Kazmi zusammengearbeitet hat.
Er spielte auch den Dr. Adeel im Film Bed No 17, der derzeit auf Hungama Digital Media Entertainment gestreamt wird. Der Film mit Hina Khan und Farida Jalal wurde am 18. Oktober 2023 veröffentlicht.

## Filmografie
- 2017: Jihad
- 2018: Bioscopewala
- 2018: Zindagi Ki Mehek
- 2021: Lines 2021
- 2023: Bed No 17
- 2023: Am I Next
- 2024: Country of Blind